# 4073 Ruianzhongxue
4073 Ruianzhongxue è un asteroide della fascia principale. Scoperto nel 1981, presenta un'orbita caratterizzata da un semiasse maggiore pari a 3,1667274 UA e da un'eccentricità di 0,1814429, inclinata di 2,06617° rispetto all'eclittica.